# Carl Hans Bernewitz

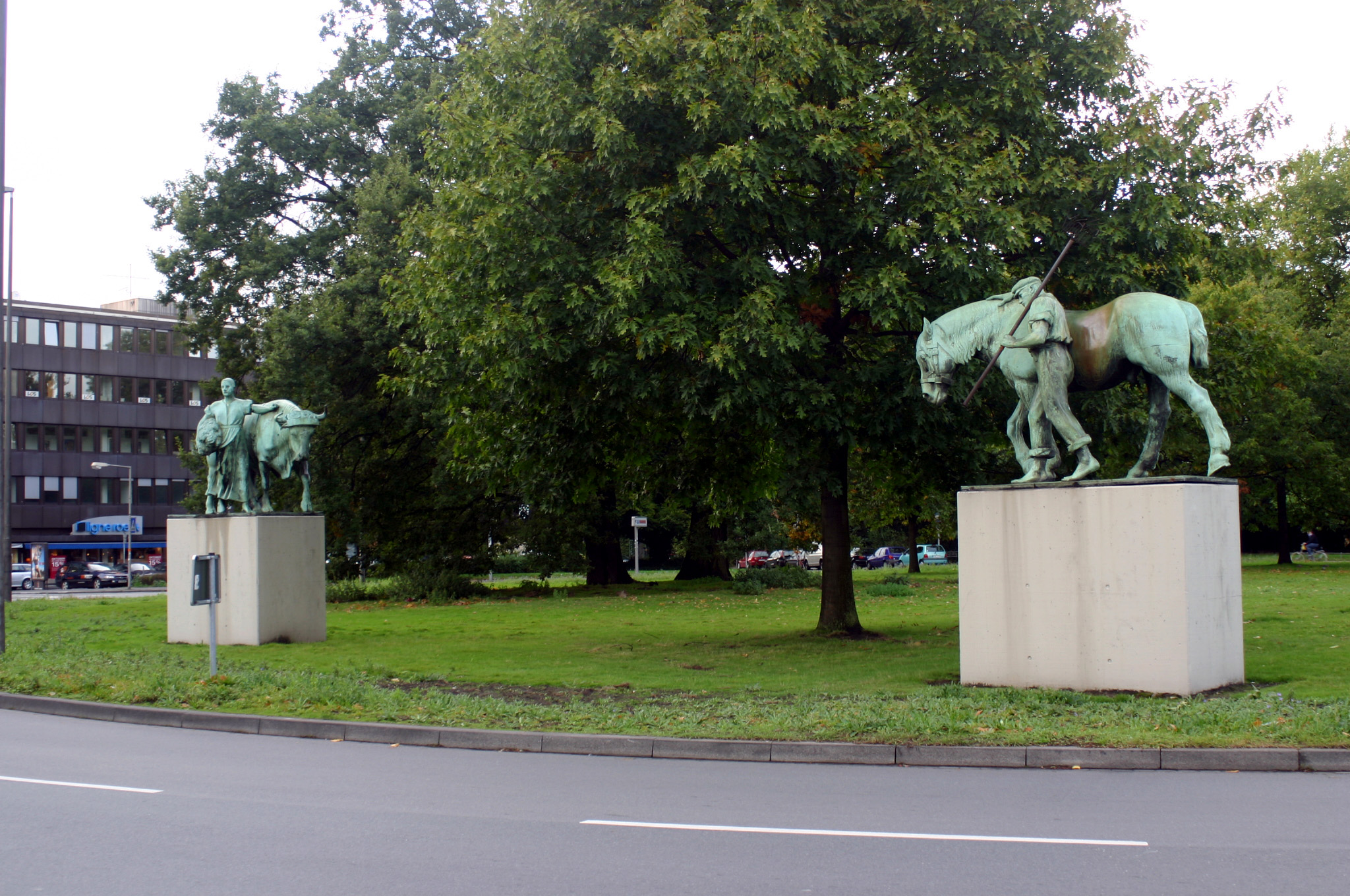
Bronzegruppen Knecht mit Pferd und Magd mit Stier von Carl Bernewitz am Ludgeriplatz in Münster

Carl Hans Bernewitz, auch Karl Hans Bernewitz, lettisch Kārlis Bernevics, (* 17. Maijul. / 29. Mai 1858greg. in Blieden, Kurland, heute Blīdene; † 19. Dezember 1934 in Kassel) war ein deutsch-baltischer Bildhauer und Kunstgewerbler, sein Werk ist dem Historismus zuzuordnen.

## Leben
Seine erste Ausbildung erhielt Carl Bernewitz in Riga durch den Bildhauer August Volz, einen Schüler von Albert Wolff. 1880 trat er in die Berliner Kunstakademie ein. Als Schüler, Gehilfe und schließlich von 1883 bis 1886 als Meisterschüler war er eng mit Reinhold Begas verbunden. Nach einem Aufenthalt in Rom 1887 wurde er von Begas bei der Ausführung seiner Großaufträge wie des Neptunbrunnens auf dem Berliner Schlossplatz oder des Kaiser-Wilhelm-Nationaldenkmals vor dem Eosanderportal des Berliner Schlosses beigezogen. Neben seiner Tätigkeit bei Begas, die bis 1897 dauerte, entstanden im eigenen Atelier vorwiegend Bronzen. Carl Bernewitz arbeitete auch als Kunstgewerbler und gestaltete Vasen für die Königliche Porzellan-Manufaktur Berlin. 1903 wurde er als Dozent an die Kunsthochschule Kassel berufen und erhielt dort 1908 den Professorentitel. Er wurde mit dem preußischen Roten Adlerorden IV. Klasse ausgezeichnet.

## Werke
Diese Werkliste besitzt repräsentativen Charakter, weil es kein veröffentlichtes Werkverzeichnis von Bernewitz gibt. Bei der gegebenen Streuung von Bernewitz-Werken in Privatbesitz und Museen kann eine Vollständigkeit nicht erreicht werden.

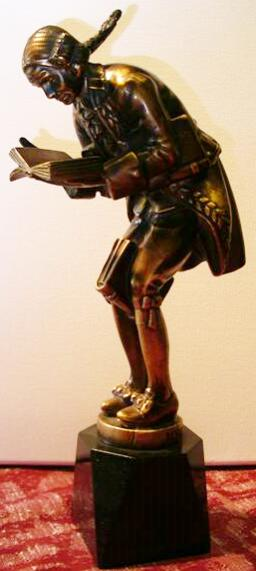
Salonbronze „Bücherwurm“, signiert von Carl Bernewitz

| 1883      | Figur zürnender Achill |
| 1885      | Grabmal Justizrat Prinker, Konstantinopel |
|           | Figur der Germania, Reichstagsgebäude, Berlin |
| 1894–1897 | bronzenes Viergespann der Bavaria auf dem südlichen Eckpavillon des Kaiser-Wilhelm-Nationaldenkmals, Berlin (zerstört) |
| 1897      | Statue des Bischofs Albert von Buxhoeveden an der Südwand des Rigaer Domes, Riga. Das Original ging zu Beginn des Ersten Weltkrieges verloren. Zur 800-Jahr-Feier der Stadt Riga wurde am 9. Juni 2001 eine originalgetreue Nachbildung aufgestellt. Ikarus: in Bronze, im Museum zu Riga. |
| 1898      | Marmorbüste der Schauspielerin Marie Seebach, Dreifaltigkeitskirchhof II, Berlin |
| 1905      | Statue des Bücherwurms, Murhardsche Bibliothek, Kassel |
|           | Giebelgruppe am Akademiegebäude, Kassel |
|           | Brunnen, Rathaus, Kassel |
| 1912      | Knecht mit Pferd und Magd mit Stier, Ludgeriplatz, Münster |
| 1917      | Kleine Salonbronzen: Bücherwurm, Schwälmerin 1917, Träne, Trauer, Ikarus, Rehbock |
|           | Fritzlar: Kriegerdenkmal |
|           | Kassel: Bücherwurmbrunnen und Figuren für das Rathaus zerstört. |

## Signatur
- C. Bernewitz

## Ausstellungen
- Berlin, 1891
- Jahres-Ausstellung München, 1894
- Deutsch-nationale Kunstausstellung auf der Rheinisch-Westfälischen Industrie- und Gewerbe-Ausstellung Düsseldorf 1902[1]

## Museum
- Staatliches Museum Kassel
- Graphische Sammlung, Stadtmuseum Kassel[2]